# Alchemilla gruneica
Alchemilla gruneica é uma espécie de rosácea do gênero Alchemilla, pertencente à família Rosaceae.